# Mallochohelea inermis
Mallochohelea inermis är en tvåvingeart som först beskrevs av Jean-Jacques Kieffer 1909.  Mallochohelea inermis ingår i släktet Mallochohelea och familjen svidknott. Inga underarter finns listade i Catalogue of Life.